# Тајна породичног блага
Тајна породичног блага је југословенски филм из 2000. године који је режирао Александар Ђорђевић а сценарио су писали Синиша Павић и Љиљана Павић. Филм је приказан на 35. Филмски сусрети у Нишу.
Филм је сниман по мотивима серије Породично благо.

## Радња
Тихомир Стојковић је наслутио да је испод једног храста, на плацу, који се граничи са његовим, закопано благо. Пошто тај плац припада Паји Трошку који има неудату кћерку, Тихомир наговара Ђошу да се ожени њом како би преко мираза дошао до плаца и ћупа са благом.
Притом њих двојица доживљавају комичне згоде и незгоде.

## Улоге
| Глумац               | Улога                  |
| -------------------- | ---------------------- |
| Предраг Смиљковић    | Тихомир Стојковић      |
| Богољуб Митић        | Ђорђе „Ђоша“ Стојковић |
| Александар Берчек    | Паја Трошак            |
| Љиљана Стјепановић   | Сида Пандуровић        |
| Јелена Чворовић      | Зорка Пандуровић       |
| Михаило Јанкетић     | Гаврило Гавриловић     |
| Бранимир Брстина     | Житомир Стојковић      |
| Никола Симић         | Трипко Стојковић       |
| Дуња Чинче           | Јана Стојковић         |
| Биљана Николић       | Жаклина Стојковић      |
| Данило Лазовић       | Богољуб Гагић Черчил   |
| Снежана Савић        | Рајна Гагић            |
| Иван Бекјарев        | Веља Ваљаревић         |
| Јосиф Татић          | Абу Бекир              |
| Бранислав Лечић      | Љубомир Старчевић      |
| Ненад Јездић         | Бода Тајсон            |
| Емица Дачић          | Зорица                 |
| Жељко Божић          | телохранитељ           |
| Ђорђе Цакић          | Џомба                  |
| Милутин Јевђенијевић | гост у кафани          |
| Ненад Цигановић      | Пијаниста Ковачевић    |
| Зоран Ђорђевић       | конобар                |
| Предраг Милетић      |                        |
| Зоран Миљковић       | Полицајац              |
| Мијат Радоњић        |                        |
| Душан Радовић        | командир полиције      |
| Драгомир Станојевић  |                        |
| Богољуб Новаковић    |                        |